# Maciek Nabrdalik
Maciek Nabrdalik (ur. w 1980 r. w Częstochowie) – polski fotoreporter, członek prestiżowej amerykańskiej agencji VII Photo, laureat polskich i międzynarodowych konkursów fotografii prasowej, w tym World Press Photo (2014), Pictures of the Year International (2013, 2011), National Press Photographers Association The Best of Photojournalism (2012, 2011, 2010).

## Kariera
Autor Zdjęcia Roku Grand Press Photo 2007, laureat nagrody PAP im. Ryszarda Kapuścińskiego.
Juror konkursów Grand Press Photo, National Geographic, Planete DOC Film Festival.
Jego zdjęcia były prezentowane między innymi na wystawach w Stanach Zjednoczonych, Meksyku, Francji, Włoszech, Niemczech, Czechach, Grecji, Polsce.
Karierę rozpoczął w Stanach Zjednoczonych, gdzie fotografował dla lokalnych gazet i asystował przy sesjach fotograficznych dla światowych magazynów mody. W latach 2003–2007 pracował jako fotograf Super Expressu. Wielokrotny uczestnik warsztatów i seminariów agencji VII Photo, uczestnik programu VII Mentor Program, dzięki któremu przez dwa lata ściśle współpracował z Antoninem Kratochvilem.
Od 2010 roku reprezentowany przez agencję VII jako fotograf grupy VII Network.
W 2011r. został członkiem Agencji VII. Od 2016 roku jest członkiem zarządu Agencji VII.
Wraz z byłą żoną, Agnieszką Kulawiak, jest autorem książki Nieodwracalne / The Irreversible,, poświęconej więźniom niemieckich obozów koncentracyjnych. Ponadto jest autorem książki Homesick, opowiadającej o ludziach, których życie zmieniło się w wyniku katastrofy czarnobylskiej w 1986 roku.
W styczniu 2018 roku, nakładem wydawnictwa The New Press, w USA ukazała się jego ostatnia książka OUT, stanowiąca portret polskiej społeczności LGBTQ.
W ramach programu Nieman Fellowship został przyjęty na studia na Harvardzie w roku akademickim 2016/2017.

## Nagrody
- 2019, Grand Press Photo[7], III nagroda w kategorii Portret
- 2019  Grand Press Photo[7], III nagroda w kategorii Życie Codzienne - fotoreportaż
- 2017 Pictures of the Year International(inne języki), Nagroda Specjalna, Fotograficzna Książka Roku, Homesick
- 2016 Nieman Fellowship[5] at Harvard University
- 2016 BZWBK Press Foto[8], III nagroda w kategorii Wydarzenia - fotoreportaż
- 2015 Grand Press Photo[7], I nagroda w kategorii Pojekt dokumentalny
- 2015 Grand Press Photo[7], II nagroda w kategorii Pojekt dokumentalny
- 2015 Grand Press Photo[7], II nagroda w kategorii Życie codzienne
- 2015 Grand Press Photo[7], II nagroda w kategorii Ludzie - fotoreportaż
- 2015 Grand Press Photo[7], II nagroda w kategorii Kultura i człowiek
- 2015 BZWBK Press Foto[8], II nagroda w kategorii Życie codzienne
- 2014 World Press Photo, II nagroda w kategorii Contemporary Issues
- 2014 Grand Press Photo[7], I nagroda w kategorii Portret
- 2014 BZWBK Press Foto[8], III nagroda w kategorii Portret - fotoreportaż
- 2013 Pictures of the Year International, III nagroda w kategorii Portrait Series
- 2013 BZWBK Press Foto[8], II nagroda w kategorii Portret - fotoreportaż
- 2013 BZWBK Press Foto[8], II nagroda w kategorii Środowisko - fotoreportaż
- 2012 Pierre and Alexandra Boulat Grant[9]
- 2012 Nagroda PAP im. Ryszarda Kapuścińskiego[10]
- 2012 National Press Photographers Association(inne języki) (NPPA), The Best of Photojournalism, nagroda HM w kategorii Enterprise Picture Story
- 2012 BZWBK Press Foto[8], I nagroda w kategorii Cywilizacja - fotoreportaż
- 2011 National Press Photographers Association(inne języki) (NPPA), The Best of Photojournalism, I nagroda w kategorii Road to Office Picture Story
- 2011 National Press Photographers Association(inne języki) (NPPA), The Best of Photojournalism, I nagroda w kategorii The Road to Office
- 2011 Pictures of the Year International(inne języki), I nagroda w kategorii Feature Picture Story
- 2011 Grand Press Photo[7], II nagroda w kategorii Ludzie - fotoreportaż
- 2011 Grand Press Photo[7], II nagroda w kategorii Życie Codzienne
- 2011 BZWBK Press Foto[8], II nagroda w kategorii Portret - fotoreportaż
- 2011 BZWBK Press Foto[8], wyróżnienie w kategorii Cywilizacja - fotoreportaż
- 2010 National Press Photographers Association (NPPA), The Best of Photojournalism, II nagroda w kategorii Portrait Series
- 2010 Grand Press Photo[7], I nagroda w kategorii Portret fotoreportaż
- 2008 BZWBK Press Photo[8], II nagroda w kategorii Sport - fotoreportaż
- 2008 nominowany do NY Photo Awards podczas New York Photo Festival 2008[11]
- 2007 Grand Press Photo[12], Grand Prix – Zdjęcie roku
- 2007 Grand Press Photo[7], I miejsce w kategorii Wydarzenia
- 2007 Konkurs Fotografii Prasowej, II miejsce w kategorii Wydarzenie Roku